# Henrik Galeen
Henrik Galeen, tidigare Heinrich Galeen, ursprungligen Wiesenberg, född 7 januari 1881 i Stryj i Österrike-Ungern, död 30 juli 1949 i Randolph, Orange County, Vermont, USA, var en tysk regissör och manusförfattare.
Henrik Galeen var gift med Elvira Adler (1880–1965) från Upphärad i Västergötland, dotter till prokuristen Jöns Andersson Adler och Johanna Bondesson samt syster till företagaren Axel Adler. Sonen civilekonom Ivar Galeen (1909–1985) var gift med poeten Ebba Lindqvist och dottern, Elwi Galeen (1913–2008) var i tur och ordning gift med konstsamlaren Theodor Ahrenberg, kompositören Roman Maciejewski och oceanografen, professor Nils Jerlov.

## Filmografi i urval
- 1920 – Der Golem, wie er in die Welt kam (manus)
- 1921 – Roswolskys älskarinna (manus)
- 1922 – Nosferatu (manus)
- 1926 – Studenten från Prag (manus och regi)
- 1932 – Spion Dora Green (regi)